# 斯坦尼斯拉夫·塞斯塔克
斯坦尼斯拉夫·塞斯塔克（1992年12月16日—）是一位斯洛伐克足球運動員，在場上的位置是前鋒和邊鋒。2007年，塞斯塔克首次加盟波鴻。他也代表斯洛伐克國家足球隊參賽，並且入選了2010年世界盃和2016年欧洲杯足球賽斯洛伐克隊的大名單。2016年欧洲杯后谢斯塔克退出国家队。